# Javanischer Kalender
Der javanische Kalender (javanesisch: ꦥꦤ ꦁ ꦒ ꦭ ꧀ ꦭ ꦤ ꧀ ꦗꦮ, romanisiert: Pananggalan Jawa) ist der Kalender der Javaner. Er wird gleichzeitig mit zwei anderen Kalendern verwendet, dem Gregorianischen Kalender und dem islamischen Kalender. Während der gregorianische Kalender der offizielle Kalender der Republik Indonesien und der Zivilgesellschaft ist, wird der islamische Kalender von den Muslimen und der indonesischen Regierung für islamische Gottesdienste und die Festlegung islamischer Feiertage verwendet.
Der javanische Kalender wird von den wichtigsten ethnischen Gruppen der Insel Java – also den Javanern, Maduresen und Sundanesen – in erster Linie als kulturelles Symbol und Erkennungszeichen sowie als aufrechterhaltene Tradition der Antike verwendet. Der javanische Kalender wird für kulturelle und spirituelle Zwecke verwendet.
Die Epoche des javanischen Kalenders war in den Jahren 124 n. Chr. und 125 n. Chr.
Das aktuelle System des javanischen Kalenders wurde von Sultan Agung von Mataram im gregorianischen Jahr 1633 n. Chr. eingeführt. Zuvor hatten die Javaner den Pawukon-Kalender, dessen Jahr aus 210 Tagen besteht, und den Saka-Kalender, dessen Epoche im Jahr 78 n. Chr. liegt und der auf dem Lunisolarzyklus zur Zeitberechnung basiert, verwendet. Sultan Agungs Kalender behielt das Saka-Kalenderjahrsystem bei, unterscheidet sich jedoch dadurch, dass er dasselbe Mondjahr-Messsystem wie der islamische Kalender verwendet und nicht das Sonnenjahr. Gelegentlich wird der javanische Kalender mit seinem lateinischen Namen Anno Javanico oder AJ (Javanisches Jahr) bezeichnet.

## Tageszyklen

### Fünf-Tage-Zyklus (Pasaran)
Das einheimische javanische System gruppiert die Tage in einer fünftägigen Woche namens Pasaran, im Gegensatz zu den meisten Kalendern, die eine siebentägige Woche verwenden. Der Name Pasaran leitet sich vom Wurzelwort pasar („Markt“) ab. Schon seit jeher, aber auch heute noch, treffen sich javanische Dorfbewohner gemeinsam auf lokalen Märkten, um Kontakte zu knüpfen, Handel zu treiben und landwirtschaftliche Erzeugnisse, gekochte Speisen, handgefertigte Gegenstände usw. zu kaufen und zu verkaufen. John Crawfurd (1820) schlug vor, dass die Länge des Wochenzyklus mit der Anzahl der Finger an der Hand zusammenhängt, und dass reisende Händler ihre Besuche in verschiedenen Dörfern gemäß einem fünftägigen „Dienstplan“ abwechseln würden.
Jeder Tag des Zyklus hat zwei Namen, da die javanische Sprache für die zwei unterschiedlichen Höflichkeitsformen ein eigenes Vokabular hat: ngoko (informell) und krama (formell). Die Krama-Namen für die Tage, die an zweiter Stelle in der Liste stehen, werden seltener verwendet.
- ꦊꦒꦶ (Legi) – ꦩꦤꦶꦱ꧀ (Manis)
- ꦥꦲꦶꦁ (Pahing) – ꦥꦲꦶꦠ꧀ (Pait)
- ꦥꦺꦴꦤ꧀ (Pon) – ꦥꦼꦛꦏ꧀ (Pethak)
- ꦮꦒꦺ (Wagé) – ꦕꦼꦩꦺꦁ (Cemèng)
- ꦏ꧀ꦭꦶꦮꦺꦴꦤ꧀ (Kliwon) – ꦲꦱꦶꦃ (Asih)

Der Ursprung der Namen und ihre Etymologie sind unklar. Möglicherweise sind die Namen von einheimischen Göttern abgeleitet, wie die europäischen und asiatischen Namen für die Wochentage. Ein altes javanisches Manuskript illustriert die Woche mit fünf menschlichen Figuren (rechts unter den Tagesnamen): ein Mann, der einen Bittsteller bei den Haaren packt, eine Frau, die ein Horn hält, um eine Opfergabe entgegenzunehmen, ein Mann, der ein gezogenes Schwert auf einen anderen richtet, eine Frau, die landwirtschaftliche Produkte hält, und ein Mann, der einen Speer hält und einen Stier führt.

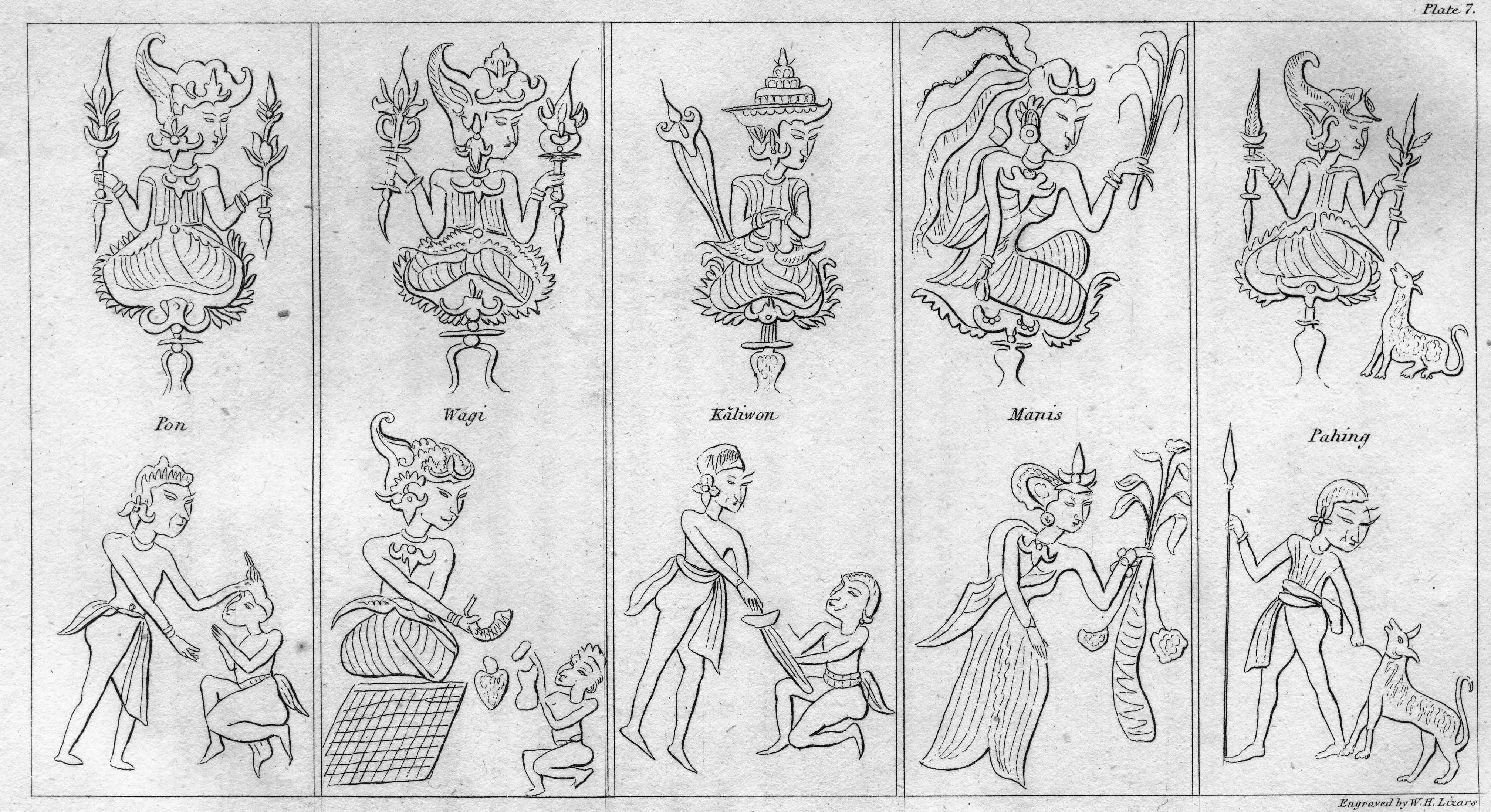
Symbole des Pasaran Zyklus

### Sieben-Tage-Zyklus
Der siebentägige Wochenzyklus (dina pitu, „sieben Tage“) leitet sich vom islamischen Kalender ab, der nach der Verbreitung des Islam im gesamten indonesischen Archipel eingeführt wurde. Die Namen der Wochentage im Javanischen leiten sich von ihren arabischen Gegenstücken ab, nämlich:
| Javanisch     | Arabisch                            | Deutsch    |
| ------------- | ----------------------------------- | ---------- |
| Senin (ꦱꦼꦤꦶꦤ꧀)   | yaum al-ithnayn ( يوم الاثنين )     | Montag     |
| Selasa (ꦱꦼꦭꦱ)  | yaum ath-thalatha' ( يوم الثلاثاء ) | Dienstag   |
| Rebo (ꦉꦧꦺꦴ)     | yaum al-arba`a' ( يوم الأربعاء )    | Mittwoch   |
| Kemis (ꦏꦼꦩꦶꦱ꧀)   | yaum al-khamis ( يوم الخميس )       | Donnerstag |
| Jemuwah (ꦗꦼꦩꦸꦮꦃ) | yaum al-jum`a ( يوم الجمعة )        | Freitag    |
| Setu (ꦱꦼꦠꦸ)     | yaum as-sabt ( يوم السبت )          | Samstag    |
| Ahad (ꦲꦲꦢ꧀)    | yaum al-ahad ( يوم الأحد )          | Sonntag    |

Sonntag trägt auch den Namen Minggu (ꦩꦶꦁꦒꦸ), vom portugiesischen Domingo.
Diese beiden Zyklen werden gleichzeitig durchlaufen. Daher kann ein bestimmter Freitag auf einen Kliwon-Tag fallen und wird folglich Jumat Kliwon genannt. Diese Kombination bildet den 35-tägigen Wetonan-Zyklus.

## Monatszyklen
Da ein javanisches Mondjahr zwischen 11 und 12 Tagen kürzer ist als ein bürgerliches Jahr, beginnt es jedes Jahr 11–12 Tage früher. Einmal alle 33 oder 34 javanischen Jahre liegt der Beginn eines javanischen Jahres (1. Sure) in den ersten zehn Tage des Januars. Nachfolgende Neujahrsfeste bewegen sich rückwärts durch das bürgerliche Jahr zurück zum Anfang des Januars und durchlaufen jeden bürgerlichen Monat von Dezember bis Januar.

### Mond-Monate (Wulan)
Jedes Mondjahr (taun) ist in zwölf Wulan/Sasi oder Mondmonate unterteilt. Jeder Monat hat 29 oder 30 Tage. Dies geht auf Verwendung von Monaten des islamischen Kalenders zurück. Die Monatsnamen sind unten auf Javanisch und Arabisch angegeben und können synonym verwendet werden:
| Ngoko (informal)                        | Arabic names                          | Length of days |
| --------------------------------------- | ------------------------------------- | -------------- |
| Sura (ꦱꦸꦫ)                               | Muharram ( المحرّم )                   | 30             |
| Sapar (ꦱꦥꦂ)                              | Safar ( صفر )                         | 29             |
| Mulud/Rabingulawal (ꦩꦸꦭꦸꦢ꧀/ꦫꦧꦶꦔꦸꦭꦮꦭ꧀)         | Rabīʿ al-awwal ( ربيع الأوّل )         | 30             |
| Bakda Mulud/Rabingulakir (ꦧꦏ꧀ꦢꦩꦸꦭꦸꦢ꧀/ꦫꦧꦶꦔꦸꦭꦏꦶꦂ) | Rabīʿ ath-thānī ( ربيع الثاني )       | 29             |
| Jumadilawal (ꦗꦸꦩꦢꦶꦭꦮꦭ꧀)                    | Dschumada l-ula ( جمادى الأولى )      | 30             |
| Jumadilakir (ꦗꦸꦩꦢꦶꦭꦏꦶꦂ)                     | Dschumādā th-thāniya ( جمادى الآخرة ) | 29             |
| Rejeb (ꦉꦗꦼꦧ꧀)                             | Rajab ( رجب )                         | 30             |
| Ruwah/Arwah (ꦫꦸꦮꦃ/ꦲꦂꦮꦃ)                     | Schaʿbān ( شعبان )                    | 29             |
| Pasa/Siyam (ꦥꦱ/ꦱꦶꦪꦩ꧀)                     | Ramadhan ( رمضان )                    | 30             |
| Sawal (ꦱꦮꦭ꧀)                             | Schawwal ( شوّال )                     | 29             |
| Sela/Apit (ꦱꦼꦭ/ꦲꦥꦶꦠ꧀)                      | Dhu l-qaʿda ( ذو القعدة )             | 30             |
| Besar/Kaji (ꦧꦼꦱꦂ/ꦏꦗꦶ)                      | Dhū l-Hiddscha ( ذو الحجّة )           | 29/30          |

Die Länge des letzten Monats kann 29 oder 30 Tage betragen, je nachdem, ob es sich um ein normales Jahr oder ein Schaltjahr (taun kabisat) handelt.
Der Zyklus der Monate wird manchmal metaphorisch als Repräsentation des Zyklus des menschlichen Lebens betrachtet. Die ersten neun Monate repräsentieren die Schwangerschaft vor der Geburt, während der zehnte Monat den Menschen auf der Welt repräsentiert, der elfte das Ende seiner oder ihrer Existenz und der zwölfte die Rückkehr dorthin, wo er oder sie herkam. Der Zyklus geht also von einem Funken oder einer Empfängnis (rijal) zur nächsten und durchquert dabei die Leere (suwung).

### Sonnen-Monate (Mangsa)

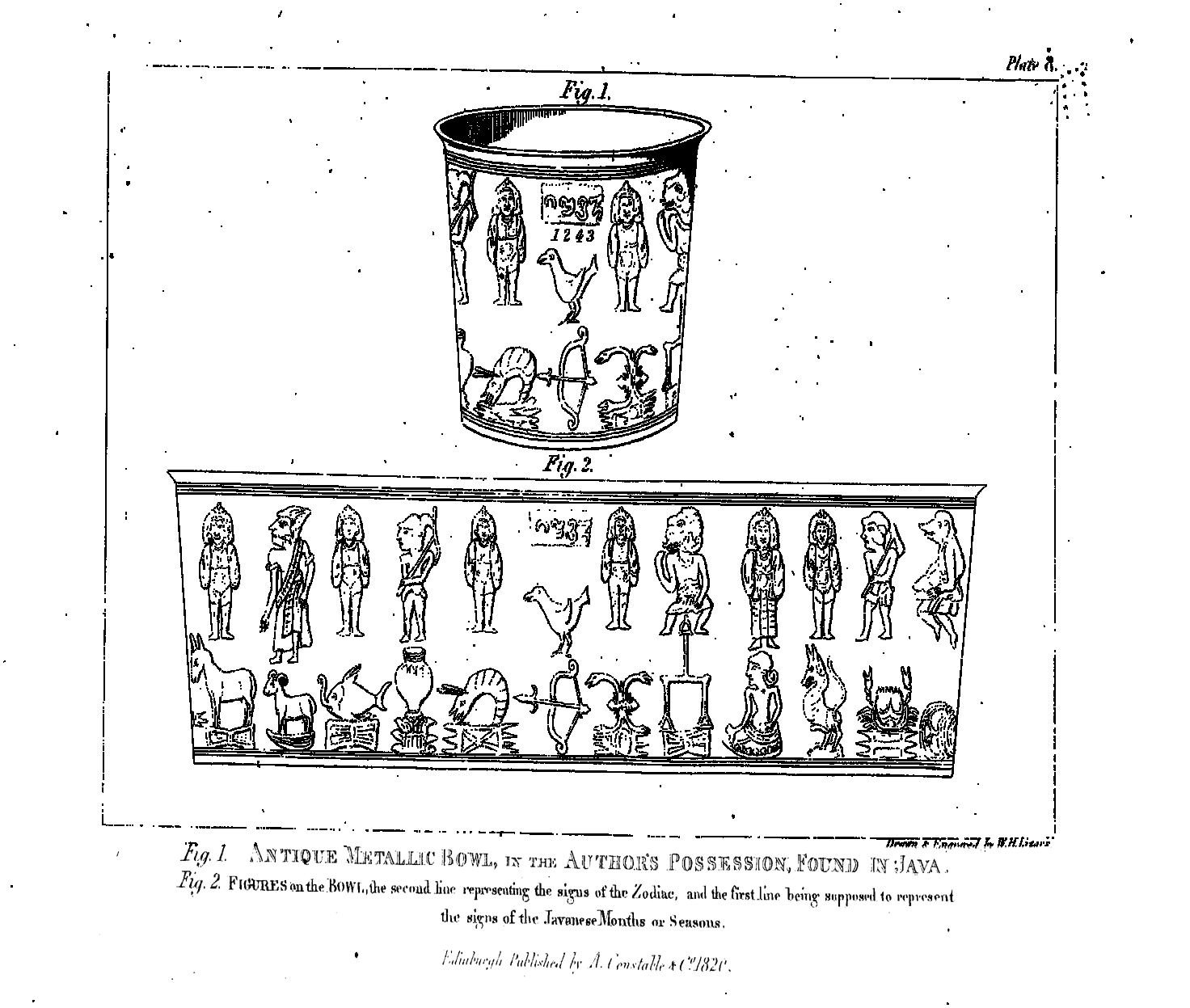
Zeichen der Sonnenmonate (mangsa) im javanischen Kalender (obere Reihe) mit Zeichen der Hindu-Astrologie (untere Reihe).

Das Sonnenjahr ist in zwölf Perioden (Mangsa) unterschiedlicher Länge unterteilt. Sein Ursprung liegt in der javanischen Landwirtschaft. Die Namen der ersten zehn Monate sind einfach die Ordnungszahlen von 1 bis 10 in der javanischen Sprache, der Ursprung der Namen des 11. und 12. Monats sind jedoch unklar. Der Zyklus beginnt in der Nähe der Sonnenwende im Juni (Sommersonnenwende in der nördlichen Hemisphäre), etwa der Mitte der Trockenzeit auf Java.
Im 19. Jahrhundert war das System der Sonnenmonate oder Pranata Mangsa unter den Javanern weitaus bekannter als das bürgerliche oder religiöse Jahr. Der Zyklus ist eindeutig javanischen Ursprungs, da die spezifische Anwendung auf ihr Klima nicht mit anderen Gebieten des indonesischen Archipels übereinstimmt, ebenso wie die Verwendung javanischer Namen für die Monate. Obwohl der Zyklus gut zum Wettermuster passt, ist er dennoch eindeutig etwas willkürlich, wie man an der Länge der Monate erkennen kann.
In der Astrologie wird das Pranata Mangsa verwendet, um Persönlichkeitsmerkmale vorherzusagen, ähnlich wie Sonnenzeichen in der westlichen Astrologie. Es wird nicht mehr häufig zur Wahrsagerei verwendet, aber einige Praktizierende verwenden es ebenso wie die anderen Zyklen in ihrer Wahrsagerei.
Das sind die Sonnenmonate:
| Beginn        | Name                     | Länge in Tagen | Beschreibung |
| ------------- | ------------------------ | -------------- | --- |
| 23. Juni      | Mangsa Kaso (ꦩꦁꦱꦏꦱꦺꦴ)       | 41             | Trockenzeit. Die Blätter fallen von den Bäumen. Der Boden ist verdorrt und dürr, ohne Wasser, „wie ein Juwel, das sich aus seiner Fassung gelöst hat“.                                                 |
| 3. August     | Mangsa Karo (ꦩꦁꦱꦏꦫꦺꦴ)       | 23             | Die Trockenzeit; die ausgedörrte Erde liegt in harten Klumpen; die Mango- und Baumwollbäume beginnen zu blühen.                                                                                        |
| 26. August    | Mangsa Katelu (ꦩꦁꦱꦏꦠꦼꦭꦸ)    | 24             | Die Trockenzeit; Gewürzwurzeln werden geerntet; der Gadung-Baum beginnt Früchte zu tragen. |
| 19. September | Mangsa Kapat (ꦩꦁꦱꦏꦥꦠ꧀)     | 25             | Es beginnt zu regnen, „Tränen steigen in der Seele auf“ und markieren das Ende der Trockenzeit; Vögel singen und bauen eifrig Nester. Die Labuh-Saison steht vor der Tür.                              |
| 14. Oktober   | Mangsa Kalima (ꦩꦁꦱꦏꦭꦶꦩ)    | 27             | Die Regenzeit bringt manchmal heftige Winde und Überschwemmungen mit sich; die Mangos sind reif; die Schlangen werden aus ihren Nestern vertrieben; „ein Brunnen aus Gold ergießt sich über die Erde“. |
| 11. November  | Mangsa Kanem (ꦩꦁꦱꦏꦤꦼꦩ꧀)     | 43             | Die Regenzeit; Blitzeinschläge und Erdrutsche; aber es ist auch die Zeit vieler Früchte. |
| 23. Dezember  | Mangsa Kapitu (ꦩꦁꦱꦏꦥꦶꦠꦸ)    | 43             | Die Regenzeit hat ihren Höhepunkt erreicht, Vögel haben große Schwierigkeiten, Nahrung zu finden, und in vielen Gebieten kommt es zu schweren Überschwemmungen.                                        |
| 4. Februar    | Mangsa Kawolu (ꦩꦁꦱꦏꦮꦺꦴꦭꦸ)    | 26/27          | Es ist Regenzeit. Die Reisfelder wachsen und die Katze sucht nach ihrem Partner. Es gibt jede Menge Engerlinge und Larven.                                                                             |
| 2 March       | Mangsa Kasanga (ꦩꦁꦱꦏꦱꦔ)   | 25             | Die Regenzeit; die Reisfelder färben sich gelb; „gute Nachrichten verbreiten sich“; Wasser wird in der Erde gespeichert, der Wind weht in eine Richtung und viele Früchte sind reif.                   |
| 27. März      | Mangsa Kasadasa (ꦩꦁꦱꦏꦱꦢꦱ) | 24             | Es regnet zwar noch, aber es lässt nach; der Wind rauscht und bläst stark; die Luft ist noch kühl. Die Mareng-Saison steht vor der Tür.                                                                |
| 20. April     | Mangsa Dèsta (ꦩꦁꦱꦢꦺꦱ꧀ꦠ)     | 23             | Die Trockenzeit hat begonnen. Die Bauern ernten die Reisfelder. Die Vögel kümmern sich liebevoll um ihre Jungen, als wären sie „Juwelen des Herzens“.                                                  |
| 13. Mai       | Mangsa Saddha (ꦩꦁꦱꦱꦢ꧀ꦝ)    | 41             | Die Trockenzeit; das Wasser beginnt zurückzugehen und „an vielen Stellen zu verschwinden“. |

## Spirituelle Bedeutung

### August 1945
In der Tabelle unten sind die 31 Tage des Augusts 1945 aufgeführt, um den Rhythmus der beiden Zyklen zu demonstrieren. Am 17. August 1945 wurde in Jakarta die Unabhängigkeit Indonesiens erklärt.
| Javanisches Datum             | Gregorianisches Datum |
| ----------------------------- | --------------------- |
| Rebo Kliwon, 22 Ruwah 1876    | 1. August 1945        |
| Kemis Legi, 23 Ruwah 1876     | 2. August 1945        |
| Jemuwah Pahing, 24 Ruwah 1876 | 3. August 1945        |
| Setu Pon, 25 Ruwah 1876       | 4. August 1945        |
| Ahad Wage, 26 Ruwah 1876      | 5. August 1945        |
| Senin Kliwon, 27 Ruwah 1876   | 6. August 1945        |
| Selasa Legi, 28 Ruwah 1876    | 7. August 1945        |
| Rebo Pahing, 29 Ruwah 1876    | 8. August 1945        |
| Kemis Pon, 30 Ruwah 1876      | 9. August 1945        |
| Jemuwah Wage, 1 Pasa 1876     | 10. August 1945       |
| Setu Kliwon, 2 Pasa 1876      | 11. August 1945       |
| Ahad Legi, 3 Pasa 1876        | 12. August 1945       |
| Senin Pahing, 4 Pasa 1876     | 13. August 1945       |
| Selasa Pon, 5 Pasa 1876       | 14. August 1945       |
| Rebo Wage, 6 Pasa 1876        | 15. August 1945       |
| Kemis Kliwon, 7 Pasa 1876     | 16. August 1945       |
| Jemuwah Legi, 8 Pasa 1876     | 17. August 1945       |
| Setu Pahing, 9 Pasa 1876      | 18. August 1945       |
| Ahad Pon, 10 Pasa 1876        | 19. August 1945       |
| Senin Wage, 11 Pasa 1876      | 20. August 1945       |
| Selasa Kliwon, 12 Pasa 1876   | 21. August 1945       |
| Rebo Legi, 13 Pasa 1876       | 22. August 1945       |
| Kemis Pahing, 14 Pasa 1876    | 23. August 1945       |
| Jemuwah Pon, 15 Pasa 1876     | 24. August 1945       |
| Setu Wage, 16 Pasa 1876       | 25. August 1945       |
| Ahad Kliwon, 17 Pasa 1876     | 26. August 1945       |
| Senin Legi, 18 Pasa 1876      | 27. August 1945       |
| Selasa Pahing, 19 Pasa 1876   | 28. August 1945       |
| Rebo Pon, 20 Pasa 1876        | 29. August 1945       |
| Kemis Wage, 21 Pasa 1876      | 30. August 1945       |
| Jemuwah Kliwon, 22 Pasa 1876  | 31. August 1945       |